# Merscheid (Esch-sur-Sûre)
Merscheid (en luxemburguès: Merscheet; en alemany: Merscheid) és una vila i capital de la comuna d'Esch-sur-Sûre situada al districte de Diekirch del cantó de Wiltz. Està a uns 31 km de distància de la ciutat de Luxemburg.

## Història
Merscheid era una vila de la comuna d'Heiderscheid  fins a la fusió formal d'aquesta última amb Esch-sur-Sûre l'1 de gener de 2012.